# Aurelia Navarro
Aurelia Navarro Moreno (Pulianas, 1882 - Córdoba, 9 de fevereiro de 1968) foi uma pintora espanhola.

## Biografia
Aurelia nasceu na casa da família na Calle Mártires, no município de Pulianas. Seu pai, José Navarro González, era médico e sua mãe, Resurrección Moreno Olmedo, pertencia a uma família rica, de modo que a casa da futura pintora tinha uma posição socioeconômica privilegiada.
Em 1904, com apenas 22 anos, Aurelia iniciou sua trajetória profissional como pintora ao participar da Exposição Geral de Belas Artes (Espanha), em Madri, o evento mais significativo do panorama artístico espanhol. Este feito, notável para uma jovem artista na virada do século XX, evidencia a determinação de Navarro ao transpor as barreiras que delimitavam o espaço feminino ao ambiente doméstico, desafiando as normas de gênero de sua época. Em um contexto social em que a ambição pública das mulheres era frequentemente percebida como uma ameaça à ordem patriarcal, sua participação em uma exposição de tal envergadura refletia uma postura ousada. Isso se torna ainda mais relevante ao se considerar que, naquela ocasião, apenas 14% dos artistas participantes eram mulheres, destacando a raridade e a audácia de sua presença no meio artístico institucionalizado.